# Embalse de Ezcaray
El embalse de Ezcaray es un proyecto de futuro embalse que inundará la mayor parte del valle de Urdanta, en el municipio de Ezcaray. El embalse está en fase de proyecto y la adjudicación del mismo apareció en el BOR el día 13 de abril de 2016, por una cantidad de 415.639 euros (IVA no incluido). Aunque el anuncio no detallaba ubicación ni proporciones de la presa, el expediente anexo especificaba una presa de unos 50 m de altura, que embalsará entre 6 y 7 hm³ de agua. El pantano tendrá una longitud no menor al kilómetro.  El muro de la presa estará sobre los viveros de la Comunidad Autónoma de La Rioja y prados adyacentes. La carretera actual a la aldea de Urdanta quedará también bajo el agua, y una nueva se construirá sobre la ladera norte del valle. El proyecto debe acabarse en un periodo máximo de 24 meses, con lo que el contrato de ejecución podría firmarse en menos de dos años.
Las repercusiones para el ecosistema y el patrimonio natural del valle de Ezcaray serían irreparables.
Es curioso ver cómo se cataloga de parque natural la aledaña zona de las 7 villas, en completo proceso de despoblación, para asolar este magnífico enclave de la sierra de la demanda, que por su vertiente riojana y pese a ser más de 5 veces más extensa que por ejemplo el parque nacional de la cebolleta, no recibe por parte del gobierno riojano ningún tipo de protección más allá de la contemplada en la red “NATURA 2000”, específica para las aves y que no contempla la demanda específicamente, prueba de ello el proyecto en cuestión.
Sin duda, y en este contexto de irreparabilidad, las generaciones futuras sabrán que formación política y que personas concretas autorizaron y se beneficiaron de destruir el patrimonio natural de todos.

## Acontecimientos
El embalse de Ezcaray es plan que ha sostenido la Confederación Hidrográfica del Ebro desde el año 1996, por lo menos. Los Planes Hidrológicos del Ebro de los años 1996 y 1998 recogían proyectos de presas de 100 m de altura, con capacidad para unos 21 hm³. La presa se situaba en el entorno de la aldea de Posadas, embalsando el río Oja.
Finalmente el Gobierno de La Rioja ha decidido construir un embalse en Ezcaray, pero cambiando su ubicación. La presa se situará en el valle de Urdanta, su altura será de unos 50m, y embalsará unos 7 hm³ de agua.